# Torneo de Reserva 2005-06
El Torneo de Reserva 2005-06 fue la sexagésimo quinta edición del certamen organizado por la Asociación del Fútbol Argentino. Participaron un total de 19 equipos, todos participantes de la Primera División 2005-06.
El certamen no terminó de disputarse, por lo que no hubo campeón.

## Equipos
De los 20 equipos, participaron 19 en esta edición ya que Gimnasia y Esgrima de Jujuy desistió:
| Equipo                      | Ciudad       | Estadio                                                                   |
| --------------------------- | ------------ | ------------------------------------------------------------------------- |
| Argentinos Juniors          | Buenos Aires | Diego Armando Maradona                                                    |
| Arsenal                     | Sarandí      | Julio Humberto Grondona                                                   |
| Banfield                    | Banfield     | Florencio Sola                                                            |
| Boca Juniors                | Buenos Aires | Alberto J. Armando                                                        |
| Central Córdoba             | Córdoba      | Juan Domingo Perón                                                        |
| Colón                       | Santa Fe     | Brigadier General Estanislao López                                        |
| Estudiantes de La Plata     | La Plata     | Centenario Dr. José Luis Meiszner Jorge Luis Hirschi Juan Carmelo Zerillo |
| Gimnasia y Esgrima La Plata | La Plata     | Juan Carmelo Zerillo                                                      |
| Independiente               | Avellaneda   | La Doble Visera                                                           |
| Lanús                       | Lanús        | Ciudad de Lanús                                                           |
| Newell's Old Boys           | Rosario      | Coloso del Parque                                                         |
| Olimpo                      | Bahía Blanca | Roberto Natalio Carminatti                                                |
| Quilmes                     | Quilmes      | Centenario Dr. José Luis Meiszner                                         |
| Racing                      | Avellaneda   | Presidente Perón                                                          |
| River Plate                 | Buenos Aires | Antonio Vespucio Liberti                                                  |
| Rosario Central             | Rosario      | Gigante de Arroyito                                                       |
| San Lorenzo de Almagro      | Buenos Aires | Pedro Bidegain                                                            |
| Tiro Federal Argentino      | Rosario      | Arroyo Seco Coloso del Parque Gigante de Arroyito                         |
| Vélez Sarsfield             | Buenos Aires | José Amalfitani                                                           |

### Distribución geográfica de los equipos
| Región                                   | Cant. | Equipos                                                                                 |
| ---------------------------------------- | ----- | --------------------------------------------------------------------------------------- |
| Conurbano bonaerense                     | 6     | Arsenal, Banfield, Independiente, Lanús, Quilmes y Racing                               |
| Ciudad de Buenos Aires                   | 5     | Argentinos Juniors, Boca Juniors, River Plate, San Lorenzo de Almagro y Vélez Sarsfield |
| Provincia de Santa Fe                    | 4     | Colón, Newell's Old Boys, Rosario Central y Tiro Federal Argentino                      |
| Ciudad de La Plata                       | 2     | Estudiantes de La Plata y Gimnasia y Esgrima La Plata                                   |
| Interior de la provincia de Buenos Aires | 1     | Olimpo                                                                                  |
| Provincia de Córdoba                     | 1     | Central Córdoba                                                                         |

## Sistema de disputa
Se llevó a cabo en dos ruedas, por el sistema de todos contra todos, invirtiendo la localía. La tabla final de posiciones del torneo se estableció por acumulación de puntos.

## Tabla de posiciones
| Pos. | Equipo                      | Pts. | J  | DG  | GF |
| ---- | --------------------------- | ---- | -- | --- | -- |
| 1.°  | Colón                       | 64   | 32 | 18  | 39 |
| 2.°  | Vélez Sarsfield             | 60   | 32 | 22  | 53 |
| 3.°  | Boca Juniors                | 55   | 27 | 15  | 36 |
| 4.°  | Newell's Old Boys           | 52   | 29 | 12  | 35 |
| 5.°  | Banfield                    | 49   | 29 | 17  | 42 |
| 6.°  | Independiente               | 47   | 25 | 18  | 46 |
| 7.°  | Argentinos Juniors          | 45   | 28 | 6   | 37 |
| 8.°  | Lanús                       | 45   | 29 | 6   | 37 |
| 9.°  | River Plate                 | 43   | 26 | 6   | 45 |
| 10.° | Tiro Federal Argentino      | 38   | 26 | -11 | 27 |
| 11.° | Rosario Central             | 37   | 27 | 1   | 31 |
| 12.° | Arsenal                     | 37   | 29 | -5  | 32 |
| 13.° | Racing                      | 34   | 30 | -10 | 31 |
| 14.° | San Lorenzo de Almagro      | 29   | 29 | -17 | 32 |
| 15.° | Gimnasia y Esgrima La Plata | 29   | 31 | -19 | 38 |
| 16.° | Olimpo                      | 28   | 27 | -9  | 15 |
| 17.° | Quilmes                     | 26   | 31 | -12 | 35 |
| 18.° | Estudiantes de La Plata     | 25   | 29 | -16 | 22 |
| 19.° | Ins. Central Córdoba        | 11   | 26 | -24 | 7  |